# Itayado (métro municipal de Kobe)
Itayado (板宿駅, Itayado-eki) est une station du métro municipal de Kobe localisée dans l'arrondissement Suma de Kobe, dans la préfecture de Hyōgo. Elle est exploitée par le Bureau des transports municipaux de Kobe.

## Situation sur le réseau

Plan du métro.

Établie en souterrain, Itayado est située au point kilométrique (PK) 8,8 de la ligne Seishin-Yamate (verte) du métro municipal de Kobe. Elle est située entre la station Shin-Nagata, en direction du terminus est Shin-Kōbe, et la station Myōhōji, en direction du terminus ouest Seishin-chūō.
Elle dispose d'un quai central encadré des deux voies de la ligne.

## Histoire
La station Itayado est mise en service le 13 mars 1977, lorsque le Bureau des transports municipaux de Kobe ouvre la ligne Seishin-Yamate de Shin-Nagata à Myōdani.

## Services aux voyageurs

### Accès et accueil
La station dispose de six accès équipés d'escaliers et un ascenseur pour faire le lien entre la surface et la billetterie et le contrôle du niveau -1. Pour accéder aux quais elle est équipée d'escaliers, d'escaliers mécaniques et d'ascenseurs faisant le lien entre le niveau -1 et le quai du niveau -2. La station est accessible aux personnes à la mobilité réduite.

Installations
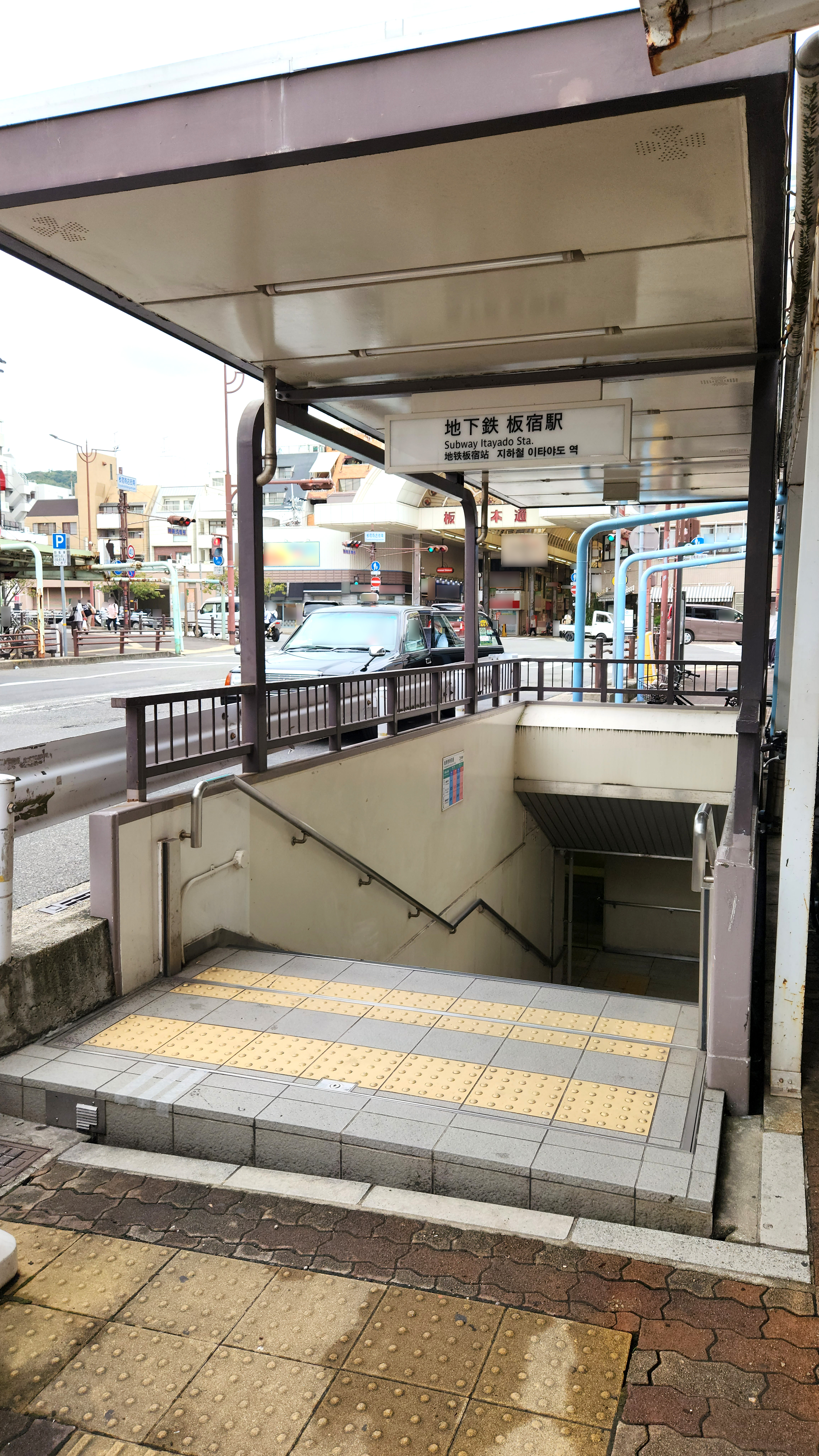
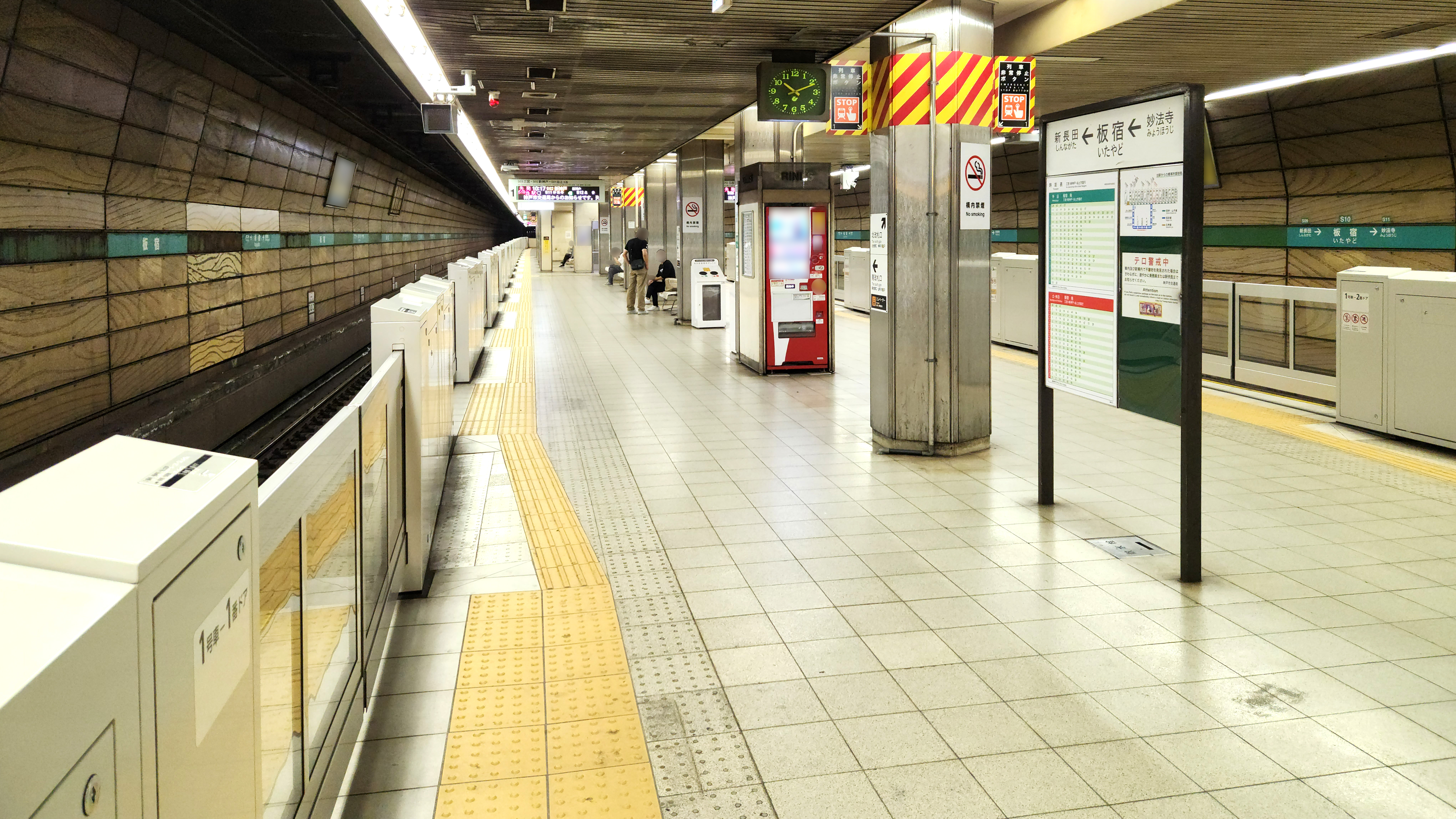

### Desserte
La station Itayado est desservie par les rames de la ligne Seishin-Yamate.
| N° de voie | Ligne          | Direction                      |
| ---------- | -------------- | ------------------------------ |
| 1          | Seishin-Yamate | Sannomiya・Shin-Kobe・Tanigami |
| 2          | Seishin-Yamate | Myōdani・Seishin-chūō          |

### Intermodalité
La station est en correspondance avec la gare d'Itayado de la ligne Sanyo. Des bus urbains de la ville de Kobe desservent également cette station.